# 루이스 몬테네그루
루이스 필리프 몬테네그루 카르도주 드모라이스 이스테베스(포르투갈어: Luís Filipe Montenegro Cardoso de Morais Esteves, 1973년 2월 16일~)는 포르투갈의 정치인으로 현재 사회민주당(PSD)의 의장직과 포르투갈의 총리직을 겸하고 있다.

## 경력
몬테네그루는 2002년부터 2018년까지 아베이루에서 공화국의회 의원으로 활동했으며, 2011년부터 2017년까지 자신이 소속된 당의 의회 그룹을 이끌었다. 2020년 당 지도부 선거에서 후이 히우에게 패배한 후 2022년 조르즈 모레이라 다실바를 상대로 승리하고 PSD의 당수가 되었다.
몬테네그루의 지도 하에 PSD는 우익 정당인 포르투갈 인민당과 합의하여 2024년 포르투갈 입법 선거를 앞두고 민주동맹을 결성했다. 이번 선거에서 민주연합은 PS보다 2석 많은 80석으로 가장 많은 의석을 차지했다.
2024년 3월 21일, 마르셀루 헤벨루 드 소자 대통령에 의해 총리로 임명되어 같은 해 4월 2일 취임하였다.